# Karl Heinz (Politiker)
Karl Heinz (* 15. September 1895 in Wien; † 7. November 1965 in Berkeley, Kalifornien) war ein österreichischer Politiker (Sozialdemokratische Arbeiterpartei) und Abgeordneter zum Nationalrat. 

## Ausbildung und Beruf
Karl Heinz besuchte die Pflichtschule und erlernte danach den Beruf des Schriftsetzers. Nach Zeiten der Wanderschaft durch Deutschland, die Schweiz und Italien fand Heinz 1918 eine Anstellung im Sekretariat der SdP in Wien. Heinz war zwischen 1926 und 1931 Redakteur der Zeitschrift des Schutzbundes. 1929 war er Sekretär der Internationalen Kommission zur Abwehr des Faschismus. Nach den Februarkämpfen 1934 emigrierte Heinz in die Tschechoslowakei, 1938 nach Paris, 1939 nach Stockholm, und 1941 schließlich über die Sowjetunion und die Philippinen nach Los Angeles. Heinz arbeitete hier als Hilfs- und Lagerarbeiter und wechselte 1942 in die Verwaltung der Universität Berkeley. Während seiner Emigration wirkte er auch am Aufbau der Auslandsvertretung der Österreichischen Sozialdemokratie mit.

## Politische Laufbahn
Karl Heinz war zwischen 1921 und 1930 Obmann der Sozialistischen Arbeiterjugend und zwischen 1926 und 1931 Vorsitzender der Sozialistischen Jugendinternationale. Ab dem 2. Dezember 1930 vertrat er die Sozialdemokratische Arbeiterpartei bis zu ihrer Auflösung im österreichischen Nationalrat.